# 21 Batalion Budowlany
21 Batalion Budowlany  – jednostka służby kwaterunkowo-budowlanej Wojska Polskiego.
Batalion sformowany został w 1952 roku w Gubinie, według etatu 19/20. Utrzymywany był poza normą wojska. 
Jednostka podlegała szefowi Zarządu Budownictwa Wojskowego Nr 4 Śląskiego Okręgu Wojskowego.
W styczniu 1952 roku 21 batalion budowlany został przekazany Wojskom Lotniczych i przeszedł do Gdańska Wrzeszcza, w 1953 roku przeniesiono go do Izbicka, a w 1954 do Tomaszowa Mazowieckiego.